# Великобритания на летних Олимпийских играх 1956
На летних Олимпийских играх 1956 года Великобританию представляли 189 спортсменов (163 мужчины, 26 женщин). Они завоевали 6 золотых, 7 серебряных и 11 бронзовых медалей, что вывело сборную на 8-е место в неофициальном командном зачёте.

## Медалисты
| Медаль  | Спортсмен                                                         | Вид спорта      | Дисциплина                                    |
| ------- | ----------------------------------------------------------------- | --------------- | --------------------------------------------- |
| Золото  | Кристофер Брэшер                                                  | Лёгкая атлетика | Мужчины, 3000 м с препятствиями               |
| Золото  | Теренс Спинкс                                                     | Бокс            | Мужчины, до 51 кг                             |
| Золото  | Ричард Мактаггарт                                                 | Бокс            | Мужчины, до 60 кг                             |
| Золото  | Альберт Хилл Фрэнсис Уэлдон Артур Рук                             | Конный спорт    | Конное троеборье, командное первенство        |
| Золото  | Джиллиан Шин                                                      | Фехтование      | Женщины, рапира, личное первенство            |
| Золото  | Джуди Гринхэм                                                     | Плавание        | Женщины, 100 м на спине                       |
| Серебро | Дерек Джонсон                                                     | Лёгкая атлетика | Мужчины, 800 м                                |
| Серебро | Гордон Пири                                                       | Лёгкая атлетика | Мужчины, 5000 м                               |
| Серебро | Энн Пэшли Джин Скривенс Джун Фоулдс Хитер Эрмитейдж               | Лёгкая атлетика | Женщины, эстафета 4×100 м                     |
| Серебро | Тельма Хопкинс                                                    | Лёгкая атлетика | Женщины, прыжки в высоту                      |
| Серебро | Томас Николс                                                      | Бокс            | Мужчины, до 57 кг                             |
| Серебро | Артур Бриттейн Уильям Холмс Алан Джексон                          | Велоспорт       | Мужчины, гонка по шоссе, командное первенство |
| Серебро | Роберт Перри Нейл Кеннеди-Кохрэн-Патрик Джон Диллон Дэйвид Баукер | Парусный спорт  | Класс «5,5 м»                                 |
| Бронза  | Дерек Ибботсон                                                    | Лёгкая атлетика | Мужчины, 5000 м                               |
| Бронза  | Джон Сэлисбери Майкл Уилер Питер Хиггинс Дерек Джонсон            | Лёгкая атлетика | Мужчины, эстафета 4×400 м                     |
| Бронза  | Николас Гаргано                                                   | Бокс            | Мужчины, до 67 кг                             |
| Бронза  | Джон Маккормак                                                    | Бокс            | Мужчины, до 71 кг                             |
| Бронза  | Том Симпсон Дональд Берджесс Майкл Гэмбрилл Джон Джеддес          | Велоспорт       | Мужчины, командная гонка преследования        |
| Бронза  | Алан Джексон                                                      | Велоспорт       | Мужчины, гонка по шоссе, личное первенство    |
| Бронза  | Фрэнсис Уэлдон                                                    | Конный спорт    | Конное троеборье, личное первенство           |
| Бронза  | Уилфред Уайт Патрисия Смайт Питер Роубсон                         | Конный спорт    | Конкур, командное первенство                  |
| Бронза  | Маргарет Эдвардс                                                  | Плавание        | Женщины, 100 м на спине                       |
| Бронза  | Джаспер Блэколл Теренс Смит                                       | Парусный спорт  | Класс «Шарпи»                                 |
| Бронза  | Грахам Манн Рональд Бэкас Джонатан Джансон                        | Парусный спорт  | Класс «Дракон»                                |

## Результаты соревнований

### Академическая гребля
В следующий раунд из каждого заезда проходили несколько лучших экипажей (в зависимости от дисциплины). В финал A выходили 4 сильнейших экипажей.
Мужчины
| Соревнование | Спортсмены | Предварительный заезд | Предварительный заезд | Предварительный заезд | Отборочный заезд | Отборочный заезд | Отборочный заезд | Полуфинал            | Полуфинал            | Полуфинал            | Финал                | Финал                |
| Соревнование | Спортсмены | Заезд                 | Время                 | Место                 | Заезд            | Время            | Место            | Заезд                | Время                | Место                | Время                | Место                |
| ------------ | ---------- | --------------------- | --------------------- | --------------------- | ---------------- | ---------------- | ---------------- | -------------------- | -------------------- | -------------------- | -------------------- | -------------------- |
| одиночки     | Тони Фокс  | 3                     | 7:36,7                | 3                     | 2                | 9:31,6           | 3                | завершил выступление | завершил выступление | завершил выступление | завершил выступление | завершил выступление |